# 永安 (西夏)
永安（西夏文：𗦷𗪚，1098年—1100年）是西夏崇宗李乾顺的第三个年號，共計3年。
莫高窟第444窟發現的西夏文禮佛功德題記，墨書「永安二年四月八日晝心……」。
戴錫章《西夏紀》、張鑑《西夏紀事本末》以1099年為永安元年。

## 改元
- 1098年——改元永安。[2]
- 1101年——改元貞觀。

## 纪年對照表
| 永安 | 元年   | 二年   | 三年   |
| ---- | ------ | ------ | ------ |
| 公元 | 1098年 | 1099年 | 1100年 |
| 干支 | 戊寅   | 己卯   | 庚辰   |

## 同期存在的其他政权年号
- 中國
  - 紹聖（1094年－1098年）：宋—宋哲宗趙煦之年號
  - 元符（1098年－1100年）：宋—宋哲宗赵煦、宋徽宗赵佶之年号
  - 寿昌（1095年－1101年）：遼—遼道宗耶律洪基之年号
  - 明开（1097年－1103年）：大理—段正淳之年號
- 越南
  - 會豐（1092年－1100年）：李朝—李乾德之年號
- 日本
  - 承德（1097年－1099年）：堀河天皇之年号
  - 康和（1099年－1104年）：堀河天皇之年号

## 深入閱讀
- 李崇智. . 北京: 中華書局. 2004年12月. ISBN 7101025129.
- 鄧洪波. . 臺北: 國立臺灣大學東亞經典與文化研究計劃. 2005年3月  [2021-12-09]. ISBN 9789860005189. （原始内容 (pdf)存档于2007-08-25）.
- 長部和雄.  (pdf). 東京: 京都大學. 1933年7月1日  [2021年12月9日]. ISBN. （原始内容存档 (PDF)于2021年12月9日）.
- 長部和雄.  (PDF). 東京: 京都大學. 1933年10月1日  [2021年12月18日]. ISBN. （原始内容 (pdf)存档于2021年12月18日）.

## 參看
- 中國年號索引
- 其他政权使用的永安年号

| 前一年號： 天祐民安 | 西夏年号 | 下一年號： 贞观 |